# Pyrota
Pyrota is een geslacht van kevers uit de familie oliekevers (Meloidae).
Het geslacht is voor het eerst wetenschappelijk beschreven in 1834 door Dejean.

## Soorten
Het geslacht omvat de volgende soorten:
- Pyrota akhurstiana Horn, 1891
- Pyrota bilineata Horn, 1885
- Pyrota concinna Casey, 1891
- Pyrota dakotana Wickahm, 1902
- Pyrota deceptiva Selander, 1963
- Pyrota decorata Haag-Rutenberg, 1880
- Pyrota diadema (Klug, 1825)
- Pyrota discoidea (LeConte, 1853)
- Pyrota dispar (Germar, 1824)
- Pyrota divirgata (Villada & Penafiel, 1867)
- Pyrota dubitalis Horn, 1885
- Pyrota elegans (Klug, 1825)
- Pyrota engelmanni LeConte, 1851
- Pyrota fasciata Selander, 1963
- Pyrota germari (Haldeman, 1843)
- Pyrota herculeana (Germar, 1824)
- Pyrota hirticollis Champion, 1892
- Pyrota horacioi Martinez & Selander, 1984
- Pyrota insulata (LeConte, 1858)
- Pyrota invita Horn, 1885
- Pyrota limbalis LeConte, 1866
- Pyrota lineata (Olivier, 1795)
- Pyrota mariarum Champion, 1892
- Pyrota mylabrina Chevrolat, 1834
- Pyrota nigra Selander, 1983
- Pyrota obliquefascia Schaeffer, 1908
- Pyrota palpalis Champion, 1885
- Pyrota perversa Dillon, 1952
- Pyrota plagiata Haag-Rutenberg, 1880
- Pyrota postica LeConte, 1866
- Pyrota punctata Casey, 1891
- Pyrota quadrinervata Herrera & Mendoza, 1866
- Pyrota riherdi Dillon, 1952
- Pyrota rugulipennis Champion, 1892
- Pyrota signata (Klug, 1825)
- Pyrota sinuata (Olivier, 1790)
- Pyrota tenuicostatis (Dugès, 1877)
- Pyrota terminata LeConte, 1866
- Pyrota terrestris Selander, 1963
- Pyrota trochanterica Horn, 1894
- Pyrota victoria Dillon, 1952
- Pyrota virgata (Klug, 1825)
- Pyrota vittigera Blanchard in d'Orbigny, 1843